# ウテュケン山
ウテュケン山（テュルク語：Ütükän yïš）は、現在のモンゴル国にあるハンガイ山脈に比定される山の歴史的呼び名。ウテュケン山（Ütükän yïš）という名は『オルホン碑文』に刻まれているもので、中国史書でも於都斤山、烏徳鞬山、都尉鞬山、都斤山、大斤山、鬱督軍山などと表記された。ウテュケン山はテュルク系遊牧民の聖地とされ、たびたび遊牧国家の首都となった。

## 歴史
553年頃、突厥の木汗可汗（在位：553年 - 572年）が首都として可汗庭を置き、その後も引き続き東突厥の首都となる。
貞観2年（628年）、東突厥が唐に降ってその羈縻（きび）政策下に入ると、鉄勒薛延陀部の夷男は真珠毘伽可汗となって鬱督軍山の下に牙帳を建てた。
貞観20年（646年）、唐は夷男を討伐し、薛延陀部も羈縻政策下に入れ、翌年（647年）、鬱督軍山に燕然都護府を設置した。
永徽元年（650年）、唐は謀反を起こした東突厥の車鼻可汗を捕らえ、その余衆を鬱督軍山へ住ませて狼山都督に彼らを統治させた。
天宝3載（744年）、回紇部の骨力裴羅は東突厥（第二可汗国）を滅ぼし、牙を烏徳鞬山と昆河の間に移した。
12世紀以来、モンゴル人の間でetügen、itügen、ütügen、ütüginなどと呼ばれる「土地の女神」が存在し、現在に至る。

## 場所
ウテュケン山の位置は、現在のモンゴル国にあるハンガイ山脈東南部の諸連峰に比定される。突厥時代には山ばかりでなくその地域一帯が「ウテュケンの地（Ütükän yir）」と呼ばれていた。

## 参考資料
- 『周書』（列伝第四十二）
- 『隋書』（列伝第四十九）
- 『旧唐書』（列伝第百四十四上、第一百四十九下）
- 『新唐書』（列伝第十八、第三十五、第一百四十上、第一百四十二上）
- 山田信夫『北アジア遊牧民族史研究』（東京大学出版会、1989年、ISBN 4130260480）